# Паезана
Паезана (італ. Paesana, п'єм. Paisan-a) — муніципалітет в Італії, у регіоні П'ємонт,  провінція Кунео.
Паезана розташована на відстані близько 530 км на північний захід від Рима, 55 км на південний захід від Турина, 40 км на північний захід від Кунео.
Населення — 2811 осіб (2014).
Щорічний фестиваль відбувається 20 серпня. Покровитель — San Bernardo.

## Демографія
Населення за роками:

Станом на 1 січня 2023 року в муніципалітеті офіційно проживало 113 іноземців з 17 країн, серед них 64 громадяни країн Євросоюзу.

## Сусідні муніципалітети
- Бардже
- Ончино
- Остана
- Сампере
- Санфронт